# جیمز ناسمیت
جیمز ناسمیت (انگلیسی: James Nasmyth (زاده ۱۹ اوت ۱۸۰۸ - درگذشت ۷ مه ۱۸۹۰) مخترع و مهندس زاده شهر ادینبرو اهل بریتانیا بود که به خاطر اختراع چکش بخار شناخته شده‌است. به پاس خدمات او یکی از دهانه‌های آتشفشان در سطح ماه به نام تاسمیت ثبت شده‌است.
ناسیمت در میان سال‌های ۱۸۲۱ تا ۱۸۲۶ در دانشکده هنر شهر ادینبرو (که امروزه دانشگاه هریوت-وات خوانده می‌شود) شرکت می‌کرد و می‌توان او را یکی از نخستین دانش‌آموختگان این مؤسسه دانست.